# 蓋洛德 (密歇根州)
蓋洛德（英語：Gaylord）是一個位於美國密歇根州奧齊戈縣的城市。根據2010年美國人口普查，該地共人口3645人，而該地的面積約為12.95平方千米。同時該地也是奧齊戈縣的縣治。

## 地理
蓋洛德的座標為45°01′31″N 84°40′29″W / 45.02528°N 84.67472°W，而該地的平均海拔高度為411米（即1348英尺）。